# 프런티어 (드라마)
《프런티어》(영어: Frontier)는 브래드 페이턴, 롭 블래키, 피터 블래키가 공동 기획한 캐나다-미국 합작의 시대극 드라마이며, 1700년대 북미 모피 무역을 배경으로 하고 있다. 디스커버리 채널 (캐나다)(최초 대본 의뢰 채널로서)과 넷플릭스가 공동 제작하였다. 2016년 10월 25일 두 번째 시즌 제작이 확정되었다. 디스커버리 채널 (캐나다)을 통해서 현지 시간 2016년 11월 6일에 첫 방송을 하였고 4K로 촬영되었다.
 시즌 2가 2017년 11월 24일 넷플릭스를 통해 모든 에피소드가 방영되었다. 시즌 3 제작도 확정되었다.

## 출연

### 주연
- 제이슨 모모아 - 데클런 하프[1]
- 앨런 암스트롱 - 벤튼 경
- 랜던 리버런 - 마이클 스미스
- 조이 보일 - 그레이스 엠블리
- 제시카 매튼 - 소카논
- 크리스천 매케이 - 제임스 코핀 신부
- 에번 조니카이트 - 체스터필드 대령
- 숀 도일 - 새뮤얼 그랜트

### 조연
- 잔 매클라넌 - 사모셋
- 라일라 포터폴로스(Lyla Porter-Follows) - 클레나 돌런
- 다이애나 벤틀리(Diana Bentley) - 이모전
- 그레그 브릭 - 콥스 폰드
- 브리앤 힐 - 매리
- 폴 포퇴(Paul Fauteux) - 장마크 리바르
- 윌리엄 벨로(William Belleau) - 디망슈
- 앨런 호코 - 더글러스 브라운
- 마이클 패트릭 - 맬컴 브라운
- 탄투 카디널 - 카메나
- 라울 트루히요 - 마킷
- 케이티 맥그래스 - 일리저베스 카러터즈
- 그레이엄 애비 - 매클로그랜